# Ghoulies
Ghoulies – amerykański horror komediowy z 1985 roku w reżyserii Luca Bercovici. Film zapoczątkował serię filmów Ghoulies.

## Opis fabuły
Młody chłopak wraz ze swoją dziewczyną mieszkają w starym domu. Chłopak, dla zabawy, zajmuje się czarną magią. Pewnego dnia nieopatrznie przywołuje z piekła grupę obrzydliwych i niebezpiecznych małych potworów.

## Obsada
- Peter Liapis: Jonathan Graves
- Lisa Pelikan: Rebecca
- Michael Des Barres: Malcolm Graves
- Jack Nance: Wolfgang
- Peter Risch: Grizzel